# 生ける死体
生ける死体（いけるしたい、独:eine lebende Leiche）とは、中世西ヨーロッパ、ゲルマン民族の間で通用していた死者の権利能力をあらわす学術用語・概念。あるいは慣用的な表現。ただし「生ける死体」という文言が史料上確認されるわけではなく、あくまで比喩的な表現である。中世ヨーロッパでは死んだ者が人間世界とは別の世界で生き続けているという観念があり、法制・法慣習に取り入れられていた。

## 定義と特徴
中世ヨーロッパでは、死者あるいは死体は刑事事件と財産分与などで権利能力を有した。刑事事件では、死体に刑罰が加えられることもあり、刑事裁判で原告となることができた。また死者と法的にほとんど同質のものとして扱われる平和喪失者（アハト刑を受けた者のことで「人間狼 wargus」ともいう）が存在した。

### 刑事裁判における死体の扱い
中世ヨーロッパの刑事裁判においては、殺人事件が起きたり、死体に損害が加えられた場合、殺人された被害者あるいは損害を加えられた死体は実際に裁判の場に引き出され、親族が死者とともに裁判をおこなった。死体はフェーデの権利も有していたので、フェーデの可能性がある場合は死体を乾燥させるなど保存が試みられている。

### 死者の持ち分
中世法のほとんどは相続において、動産の3分の1を「死者の持ち分」として、彼岸での生活に用いることが認められ、葬儀に使用された「死者の持ち分」の残りは死者とともに埋葬された。キリスト教信仰が浸透すると、この「死者の持ち分」を教会や修道院に寄進することが一般化した。イングランドではこのような死に際しての寄進は「死者の贈り物（corpspresent）」と呼ばれた。

### 人間狼
アハトを受けた者は法的には死んだ者として扱われ、「その妻は寡婦に、その子は孤児とされた」。ただし一般的な死者が基本的には家あるいはジッペに所属するものと考えられたのに対し、アハトを受けた者は狼の皮を被せられ、人間の共同体の外側にある「狼」として扱われた。しかし10世紀ころから公権力による刑罰権の回収が進み、フェーデやアハトのような私刑原理が制限されるようになった。ドイツでは1495年、マクシミリアン1世による「永久ラント平和令」の制定によって、私刑は原則的に消滅した。

### 社会の世俗化と死者の権利の消失
西ヨーロッパではその後、宗教改革によって現世と彼岸の救済に関連性がないということが唱えられ、聖と俗の分離が進んだ。それは同時に現世と死後の世界の分離を進め、死後の世界は現世とは完全に隔離されたものとして社会から捨象された。18世紀以降、社会の世俗化が進むにつれ、法制・法慣習における死者の権利は消滅した。